# Штуковець
Штукове́ць —  село в Україні, в Самбірському районі Львівської області. Населення становить 234 осіб. Орган місцевого самоврядування - Боринська селищна рада.